# ジェーン・ディグビー

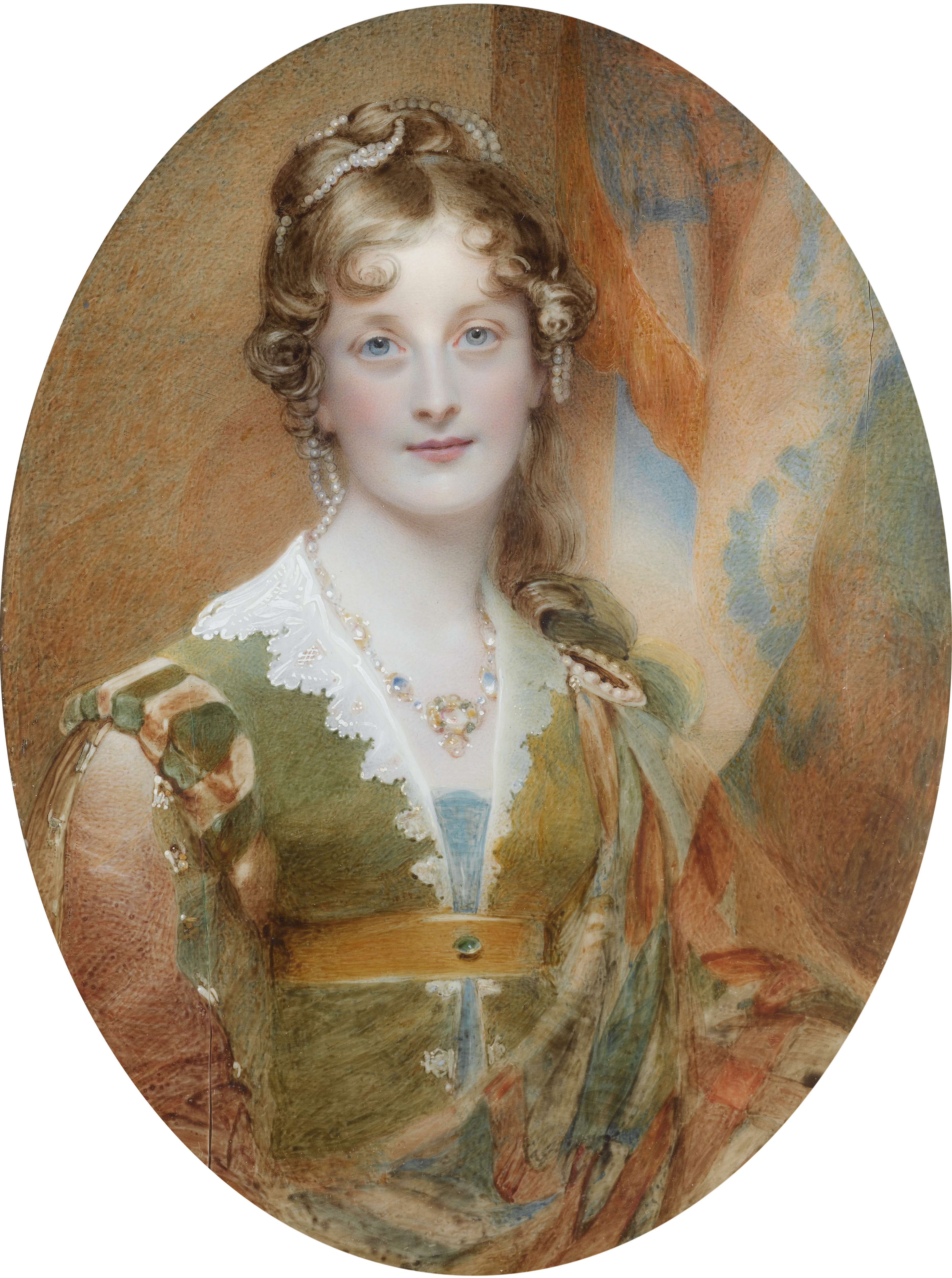
ウィリアム・チャールズ・ロスによる肖像画。

ジェーン・エリザベス・ディグビー（Jane Elizabeth Digby, 1807年4月3日 - 1881年8月11日）は、イギリスの貴族。6度の結婚と、幾多もの恋愛遍歴を重ねた。

## 生涯
海軍提督サー・ヘンリー・ディグビーと妻ジェーン（初代レスター伯爵トマス・クックの娘）の子として、1807年4月3日にノーフォークのホウカム・ホールで生まれ、同地で幼少期を過ごした。ヘンリー・ディグビーはいくつもの戦功をたて、トラファルガーの戦いではホレーショ・ネルソンの下で戦艦アフリカの艦長を務めた人物だった。
1824年9月15日、第2代エレンバラ男爵エドワード・ロウ（1790年 – 1871年）と結婚した。もっとも、結婚時点でエレンバラ男爵はジェーンの2倍近くの歳であり、ジェーンも男爵を愛さなかった。1827年にホウカム・ホールの図書館員フレデリック・マッデン（Frederick Madden）と恋に落ちたものの、ジェーンはロンドンに戻り、そこで今度は従兄（母の妹の息子）にあたるジョージ・アンソンと関係をもった。1828年2月15日にエレンバラ男爵との間で息子アーサー・ダドリーが生まれたものの、アーサー・ダドリーは1830年2月1日に夭折した。ジェーンがオーストリア人外交官フェリックス・シュヴァルツェンベルクと不倫関係になり、それが発覚すると1830年4月8日にエレンバラ男爵と離婚した。エレンバラ男爵がシュヴァルツェンベルクと決闘して、ジェーンからは裁判で25,000ポンドの損害賠償を勝ち取っている。ジェーンは1829年にバーゼルへ行き、11月12日にシュヴァルツェンベルクとの間の娘マティルデ・ゼルデン（Mathilde Selden）を出産した。1830年にパリにいるシュヴァルツェンベルクのもとに向かい、同年12月には息子フェリックスが生まれたが、フェリックスは数週間で夭折した。シュヴァルツェンベルクもキャリアとカトリック信者の家族を考えて、1831年にジェーンと手を切った。

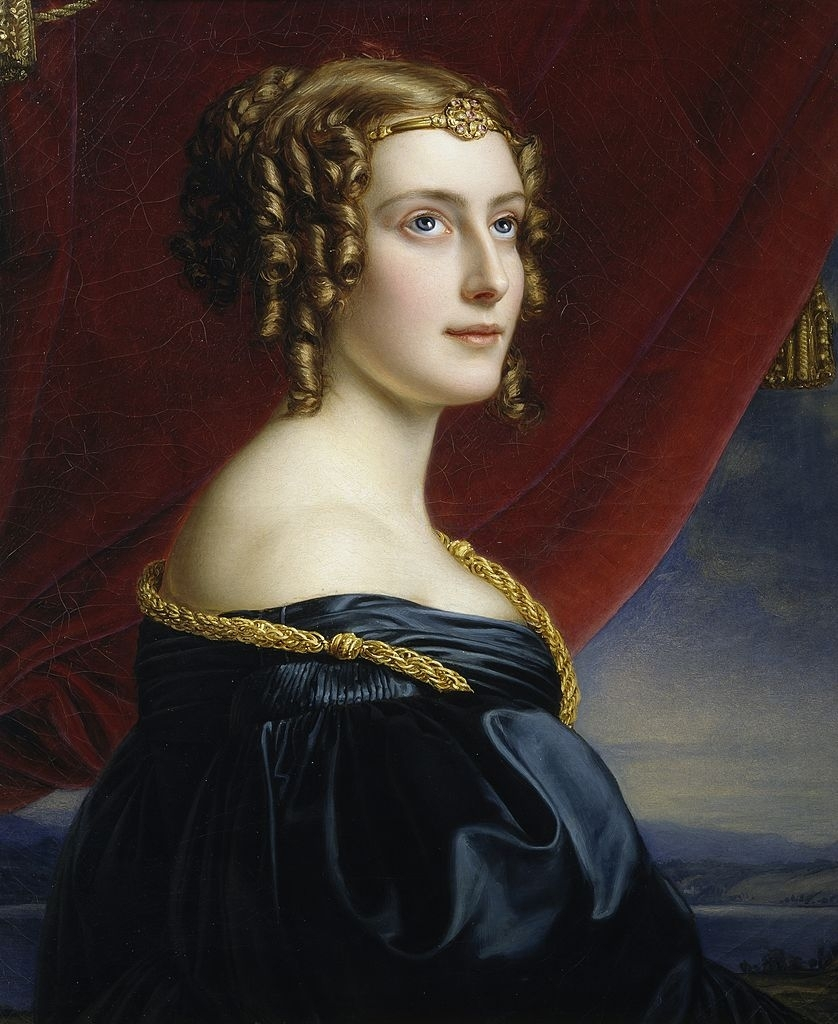
ヨーゼフ・カール・シュティーラーによる肖像画、1831年。

ジェーンは娘マティルデとともにミュンヘンへ行き、バイエルン王ルートヴィヒ1世の愛人となった。マティルデは後にシュヴァルツェンベルク家が引き取って育てた。しかし、彼女は王との関係と並行して、バイエルン首相フェンニンゲン男爵と関係を持った。ジェーンはパレルモを訪れていたとき、1833年1月27日に息子フィリッポ・アントニオ・ヘルベルト（Filippo Antonio Herberto）を出産した。フェンニンゲン男爵はフィリッポを認知したが、『オックスフォード英国人名事典』はルートヴィヒ1世の息子説の信憑性が高いとした。ジェーンはフィリッポをイタリアに残して1833年夏に発ち、同年秋にドイツに戻り、1834年8月にフェンニンゲン男爵との間の娘ベルテを出産したが、ベルテに精神疾患があり、それが理由となってルートヴィヒ1世の娘だとする噂が流れた。
1835年にミュンヘンを訪れたとき、ギリシャ人伯爵スピリドン・テオトキスと恋に落ちた。妻の不義を発見したフェンニンゲンはテオトキスと決闘し、テオトキスを負傷させた。テオトキスはフェンニンゲン城で休養して回復し、ジェーンとフェンニンゲン男爵はいったん仲直りしたが、ジェーンは1839年春にフェンニンゲンと子女たちを捨て、テオトキスとともにパリに向かい、1840年3月21日にそこで息子ジャン・アンリ（Jean Henry、ジェーンとテオトキスは息子を「レオニダス」と呼称した）を出産した。フェンニンゲンはなおもジェーンと仲直りしようとしたが、やがて離婚に同意して、以降1874年に死去するまでジェーンと友人関係を維持した。1841年にギリシャ正教会でフェンニンゲンとの結婚を無効にさせた後、マルセイユでテオトキスと結婚し、1842年にギリシャ王国のコルフ島へやってきた。しかし1844年から1845年にかけてかつての愛人ルートヴィヒ1世の次男でギリシャ王のオソン1世と関係を持った噂が流れ、1846年に息子レオニダスが事故死すると、ジェーンとテオトキスは同年に離婚、1853年には2人の結婚がギリシャ正教会により無効とされた。
ジェーンの次の相手は、アルバニア人将軍だった。将軍とはいうものの、彼は自らの部下を引き連れた山賊同様の暮らしをしており、ジェーンも彼に従って山小屋に住み、乗馬や狩猟をした。彼との関係は、彼の不埒な女性関係にあきれたジェーンが1853年4月に身を引くことで終わった。
46歳となっていたジェーンは、中東を旅していた。彼女は1853年5月にシリアで、案内人を務めたベドウィン、シーク・アブドゥル・ミジュエル・エル・メズラブ（Sheikh Abdul Midjuel el Mezrab）と恋に落ちた。彼はシリアでも有力なメズラブ族の長で、彼女より17歳年下だった。1853年11月にダマスカスに戻り、ギリシャを短期間訪れて事務処理をした後、1854年、ジェーンはイスラム教にのっとって彼と結婚し、ジェーン・ディグビー・エル・メズラブとなのった。一年のうち半分を、遊牧民として山羊の革のテントでアラブの民族衣装を着て暮らし、また別の時にはダマスカスに建てた宮殿で暮らした。彼女はシークとの幸せな27年間の結婚生活ののち、心臓発作のためダマスカスで没した。同地のユダヤ人墓地のうち、プロテスタント向けの部分に埋葬された。
ジェーンには絵画、彫刻、音楽の才能があり、生涯で9か国語を話せた。美貌で生活に困らない収入があり、その生き方により同時代の報道やフィクションのモチーフになった。